# Федерация современного пятиборья России
Федерация современного пятиборья России  (ФСПР) (англ.  «Russian modern pentathlon federation) — это общероссийская общественная организация, спортивная федерация, общероссийский руководящий орган по современному пятиборьюу и его дисциплинам биатлу, триатлу, лазер-рану, а также  представляет Россию в Международном пятиборье.

## История
Федерация современного пятиборья России учреждена в 1993 году, зарегистрирована 10 февраля 1994 года, с целью популяризации и развития «современного пятиборья» в Российской Федерации.
Штаб-квартира находится по адресу: 119991, город Москва, Лужнецкая набережная, дом 8.
30 декабря 2019 г. приказом Минспорта России ФСПР была аккредитована в качестве общероссийской спортивной федерации сроком до 1 апреля 2022 года. 
ФСПР является членом Олимпийского комитета России.

## Структура

### Конференция
Согласно уставу, высший руководящий орган ФСПР — созываемая решением Президиума конференция, которая проводится один раз в 2 года. Отчётно-выборная конференция проводится один раз в четыре года.
Президиум является постоянно действующим коллегиальным руководящим органом.

### Президиум
Президиум является постоянно действующим коллегиальным органом избираемым на 4 года, который осуществляет права юридического лица от имени ФСПР. 
В состав Президиума Федерации входят Президент, исполнительный директор, первый вице-президент, вице-президенты, генеральный секретарь и члены Президиума Федерации.

## Руководители ФСПР
Единоличным исполнительным органом ФСПР является президент.
- 1996-2004 — Сергей Николаевич Осликовский
- 2004—2009 — Веремеенко, Сергей Алексеевич [3].
- 2009 — н.в. — Аминов, Вячеслав Маркович [4][5]

## Основные задачи и цели
Основные задачи и цели ФСПР:
- развитие современного пятиборья на территории Российской Федерации для всестороннего гармоничного развития личности и укрепления здоровья граждан
- совершенствование системы подготовки спортсменов высокого класса и спортивного резерва для успешного выступления сборных команд Федерации на Олимпийских играх, чемпионатах и первенствах мира, Европы и других международных соревнованиях.
- представление и защита прав Федерации и законных интересов своих членов в органах государственной власти и местного самоуправления, общественных объединениях;
- продвижение и популяризация современного пятиборья в России;
- организация и проведение мероприятий по повышению квалификации тренеров, специалистов и судей по современному пятиборью;
- участие в разработке и реализации программ по развитию современного пятиборья в Российской Федерации;
- привлечение средств для деятельности Федерации и развития современного пятиборья в России.

## Функции Федерации
Основные направления деятельности ФСПР:
- организация и проведение межрегиональных, всероссийских и международных официальных спортивных мероприятий по современному пятиборью;
- разработка с учетом правил Международной Федерации современного пятиборья, правил, утверждение норм, устанавливающих права, обязанности, в том числе устанавливающие ограничения и условия перехода отдельных категорий спортсменов, тренеров в другие спортивные клубы или иные физкультурно-спортивные организации, из одной региональной федерации в другую) и спортивные санкции для признающих такие нормы субъектов физической культуры и спорта;
- формирование и подготовка спортивных сборных команд Российской Федерации по современному пятиборью для участия в международных спортивных соревнованиях, направление их для участия в этих соревнованиях;
- представление спортсменов, тренеров и спортивных судей по соответствующим видам спорта Международной Федерации современного пятиборья, Олимпийскому комитету России, федеральному органу исполнительной власти в

области физической культуры и спорта и ходатайствовать о присвоении квалификаций, почетных званий и наград;
- подготовка спортивного резерва, а также его привлечения из спортивных школ, олимпийских центров и клубных команд в целях формирования спортивных сборных команд России;
- участие в выработке решений органов государственной власти и органов местного самоуправления по вопросам физической культуры и спорта;
- содействие проведению научных исследований в области современного пятиборья;
- материальная поддержка спортсменов, тренеров, судей и других специалистов по современному пятиборью;
- привлечение ресурсов для формирования призовых фондов для выплат призов спортсменам, тренерам и прочим специалистам.

## Региональные федерации
ФСПР осуществляет свою деятельность на территории России через аккредитованные региональные спортивные федерации современного пятиборья, на февраль 2022 года созданы в 30 субъектах РФ.
| Центральный федеральный округ                                                                           | Северо-Западный федеральный округ | Южный федеральный округ | Северо-Кавказский федеральный округ                    | Приволжский федеральный округ                                                                      | Уральский федеральный округ                                | Сибирский федеральный округ | Дальневосточный федеральный округ |
| --- | --- | --- | ------------------------------------------------------ | -------------------------------------------------------------------------------------------------- | ---------------------------------------------------------- | --------------------------- | --------------------------------- |
| - Московская федерация современного пятиборья; - Московская областная Федерация современного пятиборья; | - Калининградская федерация современного пятиборья; - Федерация современного пятиборья г. Санкт-Петербурга; - Нижегородское отделение "ФСПР"; | - Физкультурно-спортивная федерация клубов современного пятиборья Ростовской области; - Федерация современного пятиборья Кубани; - Федерация современного пятиборья Ставропольского края; | Кабардино-Балкарская Федерация современного пятиборья; | - Федерация современного пятиборья Удмуртии; - Федерация современного пятиборья Самарской области; | - Федерация современного пятиборья Республики Башкортостан |                             |                                   |